# إبراهيم اليوسف
إبراهيم اليوسف (1950 - 1980) هو ضابط سوري برتبة نقيب، ولد عام 1950 في مدينة تادف شرق حلب، انشق عن الجيش السوري النظامي عام 1979، بعد تنفيذه لعملية مدرسة المدفعية وقاد في نفس العام ما يعُرف بقوات الطليعة.

## نشأته
ولد اليوسف في مدينة تادف شرق بمدينة حلب السورية عام 1950 لأسرة سنية، وانتسب إلى الكلية الحربية مبكرًا، وخاض حرب تشرين عام 1973، وبعد انتهاء الحرب نُقل ليعمل في مدرسة المدفعية في حلب.

## تنظيم الطليعة
التقى اليوسف مع عدنان عقلة؛ الذي كان القائد الفعلي لتنظيم الطليعة بعد وفاة مروان حديد، وبعد ذلك انضم إلى تنظيم الطليعة، وأصبح أحد كبار المنظمين للتنظيم، مع كونه لا زال يعمل داخل الجيش السوري. عام 1979، خطط إبراهيم اليوسف ونفذ مجزرة مدرسة المدفعية التي راح ضحيتها أكثر من 80 طالبًَا بالمدرسة، ثم انشأ لنفسه مقر في أحدى احياء حلب الشرقية كان القاعدة الأولى لنطلاق العمليات ضد نظام الاسد الأب. 

## مقتله
ظلّ اليوسف ملاحقًا بعد عملية مدرسة المدفعية، وأثناء اختفائه ساهم، وخطط في تنفيذ عمليات نوعية ضد الجيش السوري، حتى تمكنت أجهزة الأمن السورية من قتله في 2 يونيو 1980.
تمثلت عملية مدرسة المدفعية الشرارة الأولى التي كانت سببًا في تنفيذ الجيش السوري لمجزرة حماة عام 1982.